# شهرستان دره‌شهر
شهرستان دره‌شهر یکی از شهرستان‌های غربی ایران و کوهپایه‌ای کبیرکوه از سلسله کوه‌های زاگرس و مرکز آن شهر دره‌شهر است. شهرستان دره‌شهر از شرق و جنوب شرقی با شهرستان‌های کوهدشت، رومشکان و پل دختر استان لرستان و اندیمشک خوزستان همجوار است و از شمال، شمال غرب و جنوب غربی به دیگر شهرستان‌های استان ایلام محدود می‌شود. شهر تاریخی ماداکتو یا سیمره (شهر قدیمی دره‌شهر) در امتداد ضلع جنوبی شهر کنونی دره‌شهر واقع شده‌است.

## تقسیمات کشوری
این شهرستان دارای ۲ بخش و ۴ دهستان و ۲ شهر است:
- بخش مرکزی شهرستان دره‌شهر:
  - دهستان ارمو
  - دهستان زرین‌دشت

شهر: دره‌شهر
- بخش ماژین:
  - دهستان ماژین
  - دهستان کولکنی

شهر: ماژین

## جمعیت
بنابر سرشماری مرکز آمار ایران، جمعیت شهرستان دره شهر در سال ۱۳۹۰ برابر با ۵۹٫۵۵۱ نفر بوده‌است.